# Thomasomyini
Thomasomyini – plemię ssaków z podrodziny bawełniaków (Sigmodontinae) w obrębie rodziny chomikowatych (Cricetidae).

## Zasięg występowania
Plemię obejmuje gatunki występujące w Ameryce.

## Podział systematyczny
Do plemienia należą następujące rodzaje:
- Aepeomys O. Thomas, 1898 – górniak
- Chilomys O. Thomas, 1897 – kolumbiak
- Rhipidomys Tschudi, 1845 – drzewiszka
- Thomasomys Coues, 1884 – andowiak